# Xanionotum setulitibia
Xanionotum setulitibia är en tvåvingeart som beskrevs av Borgmeier 1938. Xanionotum setulitibia ingår i släktet Xanionotum och familjen puckelflugor.
Artens utbredningsområde är Costa Rica. Inga underarter finns listade i Catalogue of Life.